# Corticaria orbicollis
Corticaria orbicollis là một loài bọ cánh cứng trong họ Latridiidae. Loài này được Mannerheim miêu tả khoa học năm 1853.